# Thomas Higgons
Sir Thomas Higgons (* um 1624; † 24. November 1691 in London) war ein englischer Politiker und Diplomat.

## Herkunft und Familie
Er war der Sohn von Rev. Thomas Higgons († 1636), Rektor von Westbury in Shropshire, aus dessen zweiter Ehe mit Elizabeth Barker.
Er war zweimal verheiratet, in erster Ehe mit Elizabeth Paulet († 1656), Witwe des Robert Devereux, 3. Earl of Essex († 1646) und Enkelin des William Paulet, 3. Marquess of Winchester, und in zweiter Ehe mit Bridget Granville (1629–1692), Witwe des Simon Leach of Cadleigh († 1651) und Schwester des John Granville, 1. Earl of Bath. Aus erster Ehe hatte er zwei Töchter, aus zweiter Ehe drei Töchter und drei Söhne.

## Leben
Er wurde an der St Alban Hall in Oxford ausgebildet und studierte am Middle Temple in London. Zwischen 1643 und 1646 unternahm er eine Reise durch Italien, auf der er insbesondere die italienische Sprache erlernte. Nachdem er geheiratet hatte, lebte er in Greywell bei Odiham in Hampshire.
1659 nahm er als Unterhausabgeordneter für Malmesbury und 1661 bis 1679 als Abgeordneter für Windsor am englischen Parlament teil. Am 17. Juni 1663 wurde er zum Knight Bachelor geschlagen. Ab 1665 war er Friedensrichter für Hampshire. Von 1685 bis 1687 war er Parlamentsabgeordneter für St Germans.
Er wurde wiederholt an als königlicher Gesandter (envoy extraordinary) auf diplomatische Missionen an europäische Höfe entsandt. So 1669 gemeinsam mit Thomas St. George nach Kursachsen und 1674 bis 1679 nach Venedig.
Er starb 1691 und wurde in der Kathedrale von Winchester bestattet.